# Aleurolobus subrotundus
Aleurolobus subrotundus es un hemíptero de la familia Aleyrodidae, con una subfamilia: Aleyrodinae.
Fue descrita científicamente por primera vez por Silvestri en 1927.